# Блидинє (природний парк)
Природний парк Блидинє (серб. Парк природе Блидиње, хорв. Park prirode Blidinje) — природний парк у Боснії і Герцеговині, розташований у центрі Динарських Альп і створений 30 квітня 1995 року. Являє важливий природний, гідрогеологічний резерват у Динарському карсті Боснії і Герцеговини зі значною культурною та історичною спадщиною. Парк охоплює гірські хребти Динарських Альп, плато Дугополе, озеро Блидинє, Грабовицьку долину і т. д..

## Географія та гідрологія
Відкрита і безплідна долина утворилася під упливом танення льодовиків Чврсниці. Основу парку становить плато протяжністю від 3 до 5 км, яке лежить на висоті від 1150 до 1300 м над рівнем моря між горами Чврсниця і Вран, загальна площа парку становить 364 км2. Єдине з погляду геоморфології плато ділиться на дві відмінні географічно і топографічно частини: нижня південна частина біля озера Блидинє і верхня північна частина біля Дугополя. Також воно ділиться між чотирма громадами Боснії: Посуш'є, Томиславград, Мостар і Ябланиця.
На півночі, уздовж річки Долянка, біля плато парку лежить рівнина Дугополе. У північно-північно-західному напрямі знаходиться гора Вран (висота 2074 м), в південно-південно-східному — гора Чврсниця (пік Плочно заввишки 2228 м). У південно-південно-східному напрямі, за озером Блидинє, також знаходиться гора Чабуля заввишки 1786 м, а на схід від Чврсниці лежить Грабовицька долина, яка розтягнулася вздовж річки Неретва і її каньйону.

### Грабовицька долина
Грабовицька долина і маленький струмок Грабовиця — маленький заповідник біля Чврсниці, який утворює глибокий каньйон між крутими і порізаними скелями. У долині лежать села Горня-Грабовиця і Доня-Грабовиця. Народний переказ говорить, що в заповіднику жила Грабовицька діва, дочка пастуха, яка відмовилася виходити заміж за багатія, у відповідь на що він убив її.

### Озеро Блидинє
Найважливіший гідрогеологічний феномен парку — альпійське озеро Блидинє (озеро), найбільше серед подібних у Боснії і Герцеговині. Озеро Блидинє — прямий результат відходу льодовиків, хоча документи округу Поклечани стверджують, що озеро штучне, створене наприкінці XIX століття: місцеві жителі і тваринники закрили за допомогою гілок і глини ті отвори, по яких вода могла б протекти під землю. Площа поверхні озера становить від 2,5 до 6 км2, середня глибина — 1,9 м. Саме озеро лежить на висоті 1184 м над рівнем моря.

## Флора і фауна

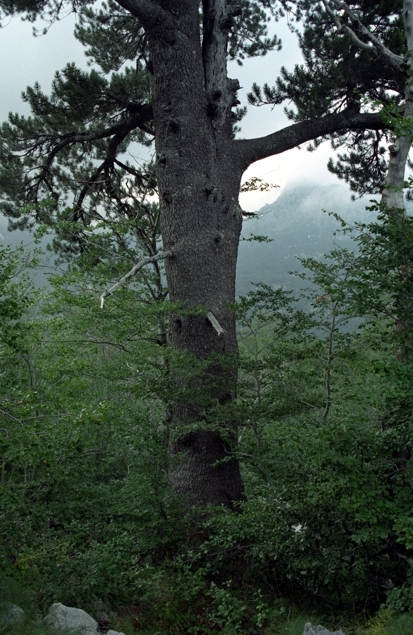
Сосна Гелдрейха

Скелясті схили вкриті густими сосновими лісами, в яких росте й так звана сосна Гелдрейха або «боснійська сосна» з білою корою в Масна-Луці. Навесні і влітку на схилах гір і в долині проростають три типи дикого чебрецю й численні види польових квітів.

## Історія, археологія і культура
По всій долині містяться середньовічні боснійські надгробки — стечки. Дослідження, розпочаті після визнання Блидиня природним парком, показали, що перші людські поселення з'явилися тут 2500 років тому, про що свідчать залишки іллірійських поховань і римських доріг. Археологи, виявивши некрополь у Дуго-Поле, зуміли пізніше встановити, що в VII столітті в цій місцевості поселилися слов'янські племена.

### Традиційний спосіб життя
У парку діє францисканський монастир, відкритий для гостей. Житлові будинки — це традиційні пастуші хатинки з солом'яними дахами, в яких живуть пастухи навесні і влітку. Зима і осінь у парку досить холодні й суворі. Територія парку вільна від мін, там чітко вказані всі стежки.

### Політика
2002 року на території природного парку проголошено віртуальну державу Гайдуцька республіка Міята Томича. Засновники — туристичний підприємець і гуморист Вінко Вукоя-Ластвич, його дружина Альбіна і дочка Марія (у березні 2019 року Марія стала главою республіки). Республіка заснована на знак протесту проти неефективного рішення місцевою владою проблем місцевого електропостачання.